# Michael Pataki
Michael Pataki (16 de gener de 1938 - 15 d'abril de 2010) va ser un actor estatunidenc.

## Primers anys
Pataki va néixer a Youngstown (Ohio). Els seus pares eren hongaresos. Va assistir a la Universitat del Sud de Califòrnia amb una doble especialitat en ciència política i drama. La seva carrera es va iniciar en un festival d'estiu a Edimburg el 1966, amb una ressenya que deia: "Michael Pataki va anar més enllà dels límits de la mera nacionalitat en la seva interpretació tensa i commovedora de Jerry a The Zoo Story".

## Carrera televisiva
Pataki va tenir un paper coprotagonista a la innovadora sèrie de televisió ABC de 1974–75 Get Christie Love! interpretant a l'oficial Pete Gallagher, el tonto però benintencionat company de Christie Love amb el somni de ser algun dia un assessor tècnic en un programa de policia de televisió. Tot i ser la primera sèrie de televisió de detectius amb una protagonista femenina afroamericana, els personatges de Christie i Pete poques vegades parlaven de la raça i només es centraven a vigilar-se els uns als altres i sortir dels problemes que sovint creaven ells mateixos.
Pataki va aparèixer com a estrella convidada en nombroses produccions de televisió, des dels dies en blanc i negre de Hawaiian Eye, M Squad, The Twilight Zone, Ripcord, Combat! and My Favorite Martian, als de color com The Flying Nun, All in the Family, Mr. Terrific, Garrison's Gorillas, Bonanza, Run for Your Life, Mission: Impossible, Mannix, Batman and Felony Squad. També va aparèixer regularment a Paul Sand in Friends and Lovers i The Amazing Spider-Man, i va tenir un paper recurrent a McCloud. Un dels seus papers més famosos va ser el de "Korax", el Klingon descarat i sorollós que provocava la baralla de bar a l'episodi "The Trouble with Tribbles" de  Star Trek.
També va interpretar al governador Karnas a l'episodi de Star Trek: The Next Generation "Too Short a Season" i George Liquor al episodis de The Ren & Stimpy Show titulats "Dog Show" i "Man's Best Friend"; continuaria interpretant aquest darrer paper en projectes posteriors de John Kricfalusi fins a la seva mort, amb la seva darrera aparició en el curtmetratge de 2019 llançat pòstumament Cans Without Labels. Pataki és un dels pocs actors de Star Trek que va aparèixer tant a la sèrie original com a The Next Generation. També va ser la veu de The Cow a Mighty Mouse: The New Adventures, juntament amb molts altres personatges secundaris. Pataki va actuar com a convidat a la temporada 4 de Happy Days com Myron "Count" Malachi, la meitat dels germans Malachi. Es va fer famós a Happy Days per la seva línia "Let the pigeons loose". Va interpretar un desertor rus a l'episodi "The Americanization of Ivan" a WKRP a Cincinnati.

## Carrera cinematogràfica
Els crèdits cinematogràfics de Pataki inclouen Airport '77 (1977), Spider-Man (1977), Love at First Bite (1979), The Onion Field (1979), Raise the Titanic (1980)), Remo Williams: The Adventure Begins (1985), i molts altres. També va aparèixer a Rocky IV (1985), com a Nicoli Koloff, l'administrador esportiu de l'equip soviètic de la Unió Soviètica i va tenir un moment memorable a. Torn de nit de Ron Howard com un home que s'enfronta a un jurat sencer.
Pataki també ha tingut la seva bona part de papers a la pel·lícula B en títols com The Last Porno Flick (1974), Carnal Madness també conegut com a. Delinquent Schoolgirls (1975) amb George Buck Flower i Colleen Brennan, entre d'altres. A Dracula's Dog (1977), va actuar al costat de Reggie Nalder i José Ferrer com a descendent de Dràcula que està sent asetjat per un dobermann vampir. Altres títols de terror són Grave of the Vampire (1972), The Baby (1973), Dead & Buried (1981) i Halloween 4: The Return of Michael Myers (1988). També va dirigir Richard Basehart a Mansion of the Doomed (1976).

## Altres treballs
Pataki va dirigir la versió cinematogràfica del 1977 de Cinderella. També va coproduir el rodatge de la presentació escènica de Pippin amb David Sheehan, protagonitzada per William Katt. Pataki també va ser un excel·lent artista de veu en off, interpretant el paper del Sewer King a un episodi de Batman: The Animated Series. Va ser la veu de George Liquor per a la casa de producció The Ren & Stimpy Show Spümcø fins que la companyia va ser acomiadada per Nickelodeon el 1992. Va repetir el paper per als projectes posteriors de John Kricfalusi els anys següents, sent l'últim el curt de finançament col·lectiu Cans Without Labels, que es va estrenar el 2019, nou anys després de la seva mort.

## Mort
Pataki va morir de càncer el 15 d'abril de 2010 a l'edat de 72 anys. Va completar el seu enregistrament per a George Liquor per a Cans Without Labels abans de la seva morti el curt estava dedicat a la seva memòria.

## Filmografia
- The Young Lions (1958) com Pvt. Hagstrom (sense acreditar)
- Ten North Frederick (1958) com Parking Lot Thug (sense acreditar)
- Easy Rider (1969) com Mime #4
- The Sidehackers (1969) com J.C.
- The Cut-Throats (1969) com German Sniper (sense acreditar)
- Dream No Evil (1970) com Rev. Paul Jessie Bundy
- The Andromeda Strain (1971) com Operator of 'The Hands' (sense acreditar)
- The Return of Count Yorga (1971) com Joe
- Brute Corps (1971) com MacFarlane
- The All American Hustler (1972) com Carol's Boyfriend (sense acreditar)
- Pink Angels (1972) com Biker
- Grave of the Vampire (1972) com Caleb Croft / Professor Lockwood
- The Dirt Gang (1972) com Snake
- The Black Bunch (1973) com Mr. Heinke
- The Baby (1973) com Dennis
- Sweet Jesus, Preacherman (1973) com State Senator Sills
- Little Cigars (1973) com Garage Mechanic
- Heterosexualis (1973) com Virgil
- Last Foxtrot in Burbank (1973) com Paul
- The Bat People (1974) com Sgt. Ward
- The Last Porno Flick (1974) com Ziggy
- Get Christie Love! (1974-75) com Sgt. Pete Gallagher
- Carnal Madness (1975) com Carl C. Clooney
- Airport '77 (1977) com Wilson
- Spider-Man (1977, telefilm) com Captain Barbera
- Dracula's Dog (1977) com Michael Drake / Count Igor Dracula
- Jailbait Babysitter (1977) com Roger Warfield (sense acreditar)
- Spider-Man Strikes Back (1978) com Captain Barbera (voice)
- Superdome (1978, telefilm) com Tony Sicota
- When Every Day Was the Fourth of July (1978, telefilm) com Robert Najarian
- The Pirate (1978, telefilm) com General Eshnev
- Love at First Bite (1979) com Mobster
- The Onion Field (1979) com Dist. Atty. Dino Fulgoni
- The Glove (1979) com Harry Iverson
- The Last Word (1979) com Dobbs
- Disaster on the Coastliner (1979, telefilm) com Tate
- Up Yours (1979) com Virgil / Virgil's Father
- Raise the Titanic (1980) com Munk
- High Noon, Part II: The Return of Will Kane (1980, telefilm) com Darold
- Graduation Day (1981) com Principal Guglione
- Dead and Buried (1981) com Sam
- Torn de nit (1982) com Man Who Moons Courtroom (sense acreditar)
- Sweet Sixteen (1983) com George Martin
- One More Chance (1983) com Sam
- Remo Williams: The Adventure Begins (1985) com Jim Wilson
- Rocky IV (1985) com Nicolai Koloff
- American Anthem (1986) com Coach Soranhoff
- The Underachievers (1987) com Murphy
- Death House (1987) com Franco Moretti
- Halloween 4: The Return of Michael Myers (1988) com Dr. Hoffman
- Hollywood Hot Tubs 2: Educating Crystal (1990) com Professor Drewton
- The Looking Glass (2003) com Frank
- Edge of Nowhere (2003) com Sheriff
- Trim (2010) com Dimitri
- Cans Without Labels (2019) com George Liquor (estrena pòstuma)